# Aratos von Soloi

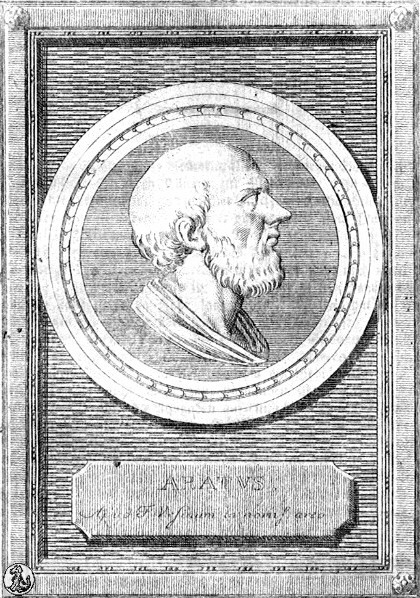
Neuzeitliches Phantasiebild des Aratos von Soloi

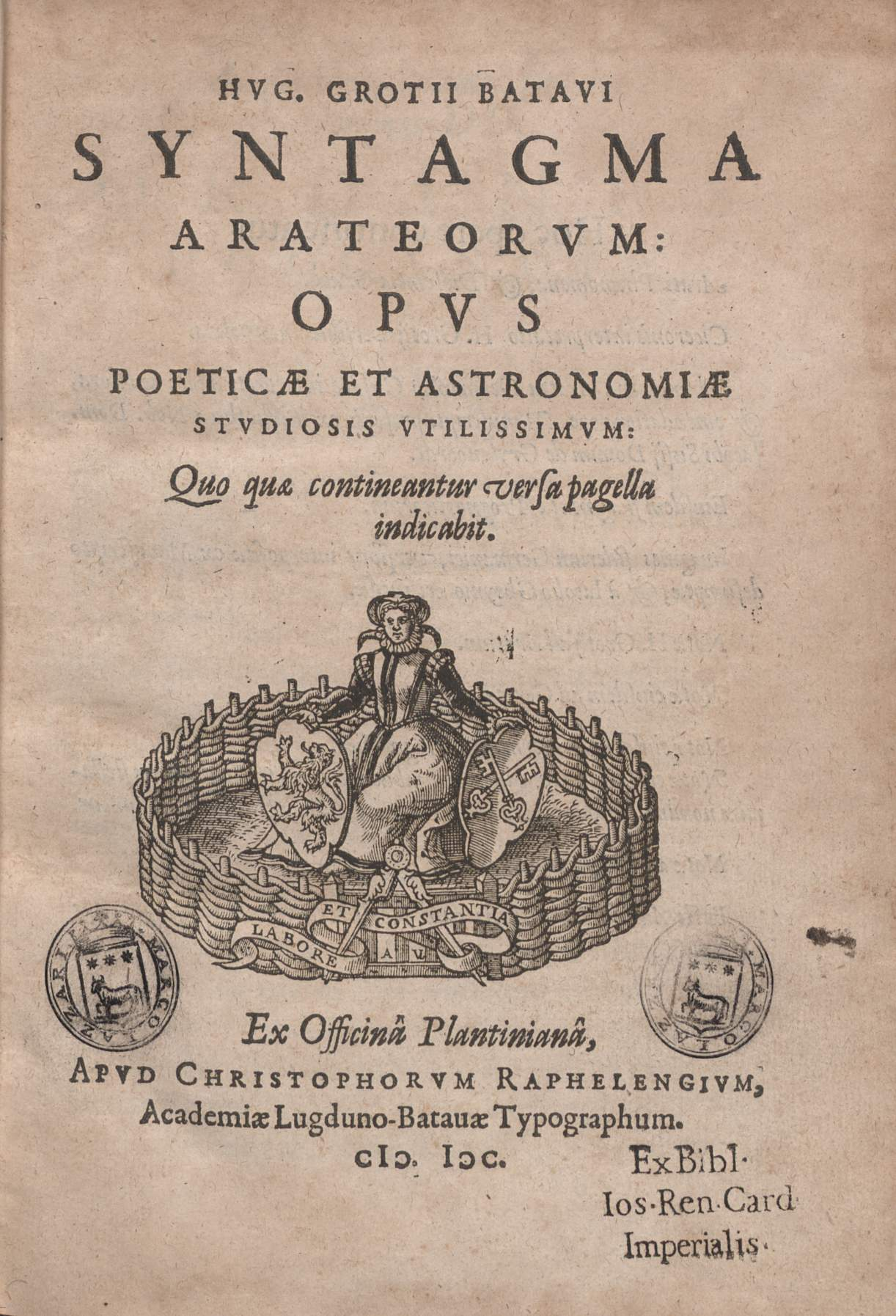
Phaenomena

Aratos von Soloi (altgriechisch Ἄρατος Áratos, deutsch auch Arat; * ca. 310 v. Chr.; † 245 v. Chr.) war ein antiker griechischer Autor.
Aratos wurde in Soloi in Kilikien geboren und stammte aus einer vornehmen Familie. Seine Studien führten ihn nach Athen. Dort befasste er sich mit stoischer Philosophie; im Unterschied zur modernen Philosophie schloss diese die Naturkunde mit ein, die als Physik bezeichnet wurde. Er lebte längere Zeit am Hof von Antigonos II. Gonatas in Makedonien und in Syrien bei Antiochos I.
Von Aratos ist nur das im Altertum berühmt gewordene Lehrgedicht Φαινόμενα Phainomena („Himmelserscheinungen“) erhalten, das in 1154 Hexametern den Sternenhimmel beschreibt und sich dabei an der astronomischen Lehre des Eudoxos von Knidos orientiert. Aratos verlieh seinem spröden Stoff teilweise durch Anspielungen auf Sternsagen, Katasterismoi, mehr Leben. In einem zweiten Teil unterrichtet er über Wetterzeichen, „Diosemeia“. Das Gedicht erlangte dadurch Berühmtheit, dass Aratos die Diskrepanz zwischen Spröde des Themas und schöner Darstellung überwand, obgleich er keine Kenntnisse im Bereich der Astronomie hatte.
Aratos’ Werk fand zahlreiche Nachahmer, die mit der Vorlage zu konkurrieren bemüht waren. Die berühmtesten lateinischen Versionen stammen von Cicero, Germanicus (Aratea des Germanicus) und Avienus. Da Aratos’ Text nicht leicht verständlich ist, wurde er bereits im Altertum von Erläuterungen begleitet (Scholien). Vor allem in den lateinischen Übersetzungen von Cicero und Germanicus beeinflusste Aratos gewissermaßen als Schulbuch das Wissen der Menschen. Sehr viele der modernen Sternbildbezeichnungen lassen sich auf diese Versionen zurückführen und verdanken somit Aratos ihre Kanonisierung, die auch in der Syntaxis mathematica (gewöhnlich kurz Almagest genannt) des Klaudios Ptolemaios (2. Jahrhundert) über die arabisch-maurische Tradition weiterwirkte.
Die Apostelgeschichte des Lukas lässt den Apostel Paulus aus dem Prolog von Aratos’ Phainomena zitieren: „Wir sind seines [Aratos: des Zeus; Paulus meint: Gottes] Geschlechts.“
Der Mondkrater Aratus ist nach Aratos von Soloi benannt.
Im Jahr 2021 wurde sein Grab entdeckt.

## Ausgaben und Übersetzungen
- Robin Hard (Übers.): Eratosthenes and Hyginus: Constellation Myths with Aratus’s Phaenomena. Oxford 2015.
- Jean Martin (Hrsg.): Aratos: Phénomènes. Griechisch-Französisch, 2 Bde., Paris 1998.
- Douglas Kidd (Hrsg.): Aratus: Phaenomena. Griechisch-Englisch, Cambridge 1997.
- Jean Martin (Hrsg.): Scholia in Aratum vetera. Stuttgart 1974.
- Manfred Erren (Hrsg.): Aratos: Phainomena. Sternbilder und Wetterzeichen. Griechisch-Deutsch, München 1971. (Neuauflage: Düsseldorf 2009)
- Albert Schott (Übers.): Aratos: Sternbilder und Wetterzeichen. Mit Anmerkungen von Robert Boeker, München 1958.
- Alexander William Mair, Gilbert Robinson Mair (Übers.): Callimachus: Hymns and Epigrams / Lycophron: Alexandra / Aratus: Phaenomena. Griechisch-Englisch, Cambridge (MA) 1921.